# Mariée avant le printemps
Mariée avant le printemps (Ring by Spring) est un téléfilm américain réalisé par Kristoffer Tabori et diffusé le 8 mars 2014 sur Hallmark Channel.

## Synopsis
Jeune, jolie et indépendante, Caryn Briggs a tout pour être heureuse: des parents aimants, des amis fidèles et un nouveau travail intéressant. Lors d'une soirée, une voyante lui prédit que si elle n'a pas de demande en mariage avant le printemps prochain, elle ne se mariera jamais. D'abord sceptique, elle change d'avis quand les prédictions de la voyante relatives à ses amis se réalisent; elle se persuade que son petit-ami du moment, Bryce, va l'épouser. Seulement, au lieu de faire sa demande, il la quitte…

## Fiche technique
- Titre original : Ring by Spring
- Réalisation : Kristoffer Tabori
- Scénario : Jean Abounader et J.B. White
- Musique : Russ Howard III
- Durée : 120 minutes
- Date de diffusion :
  -  France : 24 octobre 2014 sur TF1

## Distribution
- Rachel Boston (VF : Marie Diot) : Caryn Briggs
- Kirby Morrow (en) (VF : Jérémie Covillault) : Tom Halsey
- Stefanie Powers (VF : Evelyne Grandjean) : Madame Rue
- Jesse Moss : Austin Kirkwood
- Ali Liebert : Stephanie Kirkwood
- Stephen E. Miller (VF : Jacques Bouanich) : Peter Briggs
- Jillian Fargey (VF : Anne Rochant) : Elizabeth Briggs
- Christopher Jacot (en) (VF : Jérémy Bardeau) : Bryce
- Chad Krowchuk (VF : Emmanuel Curtil) : Gregg
- Crystal Balint (VF : Armelle Gallaud) : Ursula
- Andrew Francis : Josh
- Teach Grant : Will

Sources et légende : Version française selon le carton de doublage français.